# Selena Millares
Pour les articles homonymes, voir Millares (homonymie).
Selena Millares (née en 1963) écrivaine et professeure espagnole est née à Las Palmas de Gran Canaria.
Docteur en littérature de la Universidad Complutense de Madrid, elle a vécu à Minneapolis, Paris, Berlin, Santiago du Chili et  Alghero afin  d’y poursuivre ses travaux. Professeure à la Université autonome de Madrid depuis 1996 , elle a écrit de nombreux essais et a créé de nombreuses œuvres poétiques, narratives et picturales  dans l’intention de proposer un dialogue entre ces différentes disciplines ainsi qu’un retour à l’humanisme originel avec sa conception intégrale de l’art et de la pensée.

## Prix
Premio Letterario Internazionale Città di Sassari (poésie), Italie, 2013. 

Prix International de Littérature Antonio Machado, Collioure, France, 2014.

## Œuvres
- Páginas de arena (poésie), 2003
- Isla del silencio (poésie), 2004
- Cuadernos de Sassari (poésie), 2013
- Sueños del goliardo (poésie y peinture), 2013
- Isla y sueño (catalogue de l’exposition de tableaux), 2014
- El faro y la noche (roman), 2015

Essais
- La maldición de Scheherazade, 1997
- Rondas a las letras de Hispanoamérica, 1999
- Neruda: el fuego y la fragua, 2008
- La revolución secreta, 2010
- De Vallejo a Gelman, 2011
- Prosas hispánicas de vanguardia, 2013